# Onada de calor europea del 2003
L'estiu de 2003 es va caracteritzar per una excepcional onada de calor a Europa, tant per la seva durada com per la seva intensitat, ja que nombrosos rècords de temperatura es van batre per tota la geografia europea.
Les conseqüències van ser dramàtiques en els ecosistemes, en la població i les infraestructures, però en alguns països, com és el cas de França van tenir lloc importants crisis polítiques relacionades amb la resposta als danys ocasionats per les altes temperatures.

## Meteorologia
| Observatoris         | Màxima  | Estat/Nació |
| Còrdova              | 46,2 °C | Espanya     |
| Sevilla              | 45,2 °C | Espanya     |
| Jerez de la Frontera | 45,1 °C | Espanya     |
| Badajoz              | 45,0 °C | Espanya     |
| Múrcia               | 41,8 °C | Espanya     |
| Grono                | 41,5 °C | Suïssa      |
| Oberkorn             | 41,5 °C | Luxemburg   |
| Girona               | 41,2 °C | Catalunya   |
| Saragossa            | 41,0 °C | Espanya     |
| Tolosa de Llenguadoc | 40,7 °C | França      |
| Perl                 | 40,3 °C | Alemanya    |
| París                | 39,8 °C | França      |
| Burgos               | 38,8 °C | Espanya     |
| Sant Sebastià        | 38,6 °C | Espanya     |
| Faversham            | 38,5 °C | Regne Unit  |
| Pontevedra           | 38,2 °C | Espanya     |
| Aeroport de Heathrow | 37,9 °C | Regne Unit  |
| Barcelona            | 37,3 °C | Catalunya   |

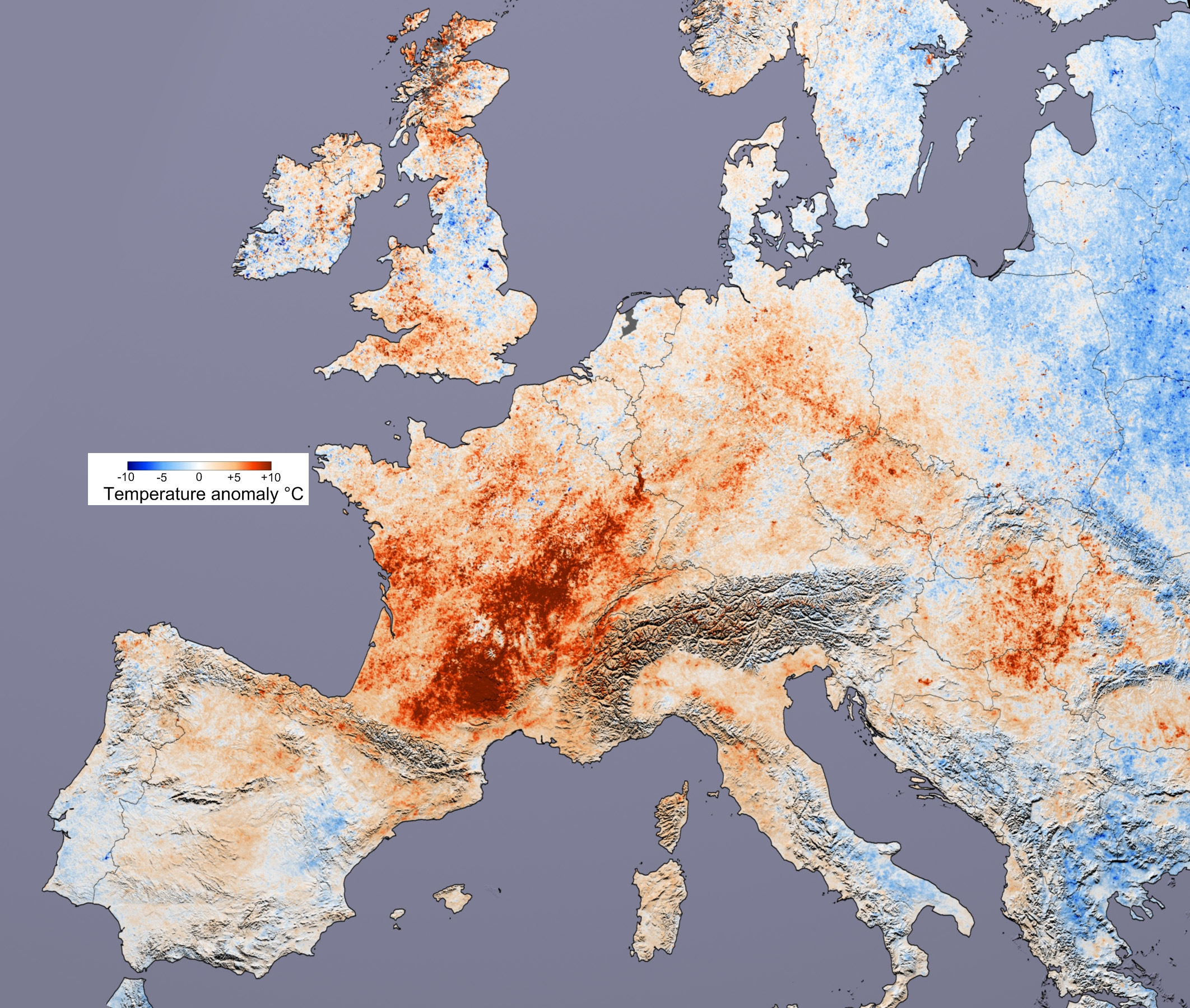
Diferència de temperatures respecte al normal durant l'onada de calor europea de 2003

Aquesta onada de calor afectà a l'Europa occidental (especialment a França), deixant temperatures superiors als 40 °C a bona part de la península Ibèrica i França. Durant aquest període d'altes temperatures s'arribaren als 47,3 °C a la regió portuguesa de l'Alentejo i a més de 45 °C a moltes ciutats del sud d'Espanya. Les temperatures foren més baixes al nord, però també van batre rècords, n'és un exemple Dinamarca, on arribaren als 32 °C.
Aquesta onada de calor fou causada per una llarga sequera a la primavera i a començaments de l'estiu i tingué el seu punt màxim a la primera quinzena d'agost.

## Efectes

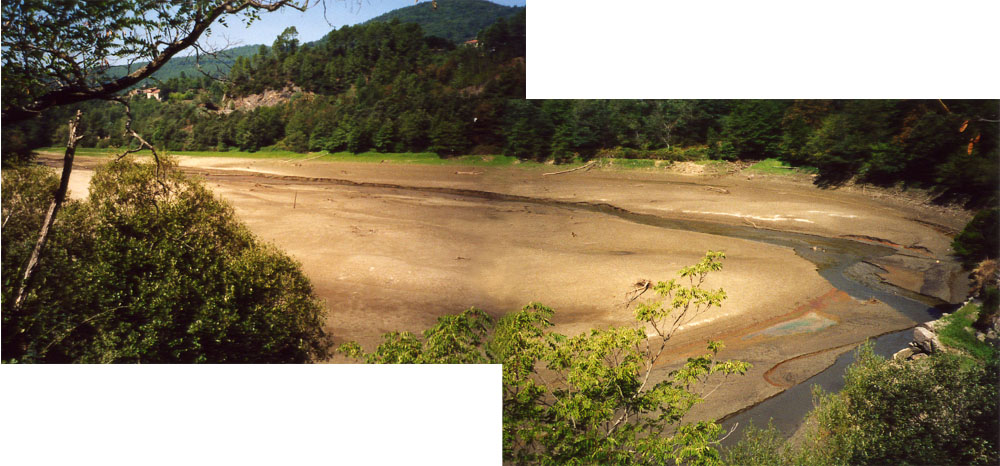
El "Gardon" sec, a mitjans d'agost 2003

### Sobre la població
Durant juliol i agost, van morir milers de persones a Europa a conseqüència de l'onada de calor. Els més afectats van ser els més febles: els ancians, nens i malalts. Es van realitzar recomptes oficials de morts al llarg de l'estiu en els països afectats.
| Estat    | Morts  | Nota                                                                        |
| Itàlia   | 20.000 | De juny fins a setembre, dades de l'institut de les estadístiques d'Itàlia. |
| França   | 14.802 | De l'1 al 15 d'agost. Sobremortalitat del 55%                               |
| Espanya  | 6.500  | Dades del Centro Nacional de Epidemiología                                  |
| Portugal | 1.316  | Finals de juliol fins al 12 d'agost                                         |
| Suïssa   | 975    | Dades de l'Office fédéral de la santé publique                              |

## País per país

### França
14.802 persones, principalment ancianes, morien a França per efecte de la calor, segons el servei funerari més important del país. França no té habitualment estius molt calorosos (set dies amb temperatures de més que 40 °C (104 °F) es van enregistrar en Auxerre, Yonne entre juliol i agost 2003), especialment en les àrees del nord. Com a conseqüència, la majoria de les persones no saben com reaccionar davant temperatures gaire altes (per exemple, respecte a la rehidratació), i la majoria de les cases, especialment la dels jubilats no disposaven d'aire condicionat. A més, mentre hi havia plans de contingència per a una varietat de catàstrofes i esdeveniments naturals, les altes temperatures mai no s'havia considerat un perill essencial i per tal motiu no existien plans per fer front a onades de calor en aquella època.
L'onada de calor va transcórrer durant l'agost, un mes en què molta gent, incloent-hi ministres governamentals i metges, feia vacances. Molts cossos no varen ser reclamats durant setmanes perquè els parents eren de vacances. Un magatzem refrigerat als defores de París era utilitzat per les funeràries, ja que no tenien prou espai a les seves pròpies instal·lacions. El 3 de setembre de 2003, 57 cossos que encara estaven sense reclamar, foren enterrats en l'àrea de París.
Que les deficiències en el sistema sanitari francès poguessin permetre un peatge tan elevat de morts és una qüestió de controvèrsia a França. L'administració del president Jacques Chirac i del primer ministre Jean-Pierre Raffarin van assenyalar com a causes de la catàstrofe:
- La setmana laboral de 35 hores, que afectava la quantitat de temps que podien treballar els doctors;
- Les vacances dels metges d'assistència primària a l'agost (moltes empreses tanquen tradicionalment a l'agost, per la qual cosa la gent no té cap elecció per decidir quan fer les vacances. Els doctors de capçalera tenen també el costum de fer les vacances al mateix temps);
- Les famílies que havien marxat, deixant als ancians abandonats sense preocupar-se'n;

L'oposició així com molts dels editorials de la premsa local en culparen l'administració. Especialment varen acusar el ministre de salut Jean-François Mattei per no retornar de les seves vacances quan s'agreujava l'onada de calor, i els seus ajudants per bloquejar mesures d'emergència en els hospitals públics (com el fer tornar els metges de vacances). Un dels crítics més importants va ser el Dr. Patrick Pelloux, cap del sindicat de metges d'emergència, que va culpar a l'administració Raffarin d'ignorar els avisos dels professionals d'emergència i sanitat, i d'intentar minimitzar la crisi.
Mattei va perdre el seu càrrec ministerial en una remodelació del gabinet el 31 de març de 2004

### Espanya
Encara que les xifres oficials que el Ministeri de Sanitat va manejar en el seu moment van ser de 141 morts, el Centre Nacional d'Epidemiologia xifra en 6.500 el nombre de morts atribuïbles a la calor. Si bé es varen batre rècords de temperatura en diverses ciutats, la superació de les màximes històriques només es va produir en comptats observatoris, tal com es pot veure en la taula adjunta.
| Efemèrides de temperatura màxima absoluta registrades a l'estiu de 2003 | Efemèrides de temperatura màxima absoluta registrades a l'estiu de 2003 | Efemèrides de temperatura màxima absoluta registrades a l'estiu de 2003 |
| ----------------------------------------------------------------------- | ----------------------------------------------------------------------- | ----------------------------------------------------------------------- |
| Estació                                                                 | Data                                                                    | Temperatura (°C)                                                        |
| Oviedo (El Cristo)                                                      | 8 d'agost 2003                                                          | 35,6                                                                    |
| Sant Sebastià (Igeldo)                                                  | 4 d'agost 2003                                                          | 38,6                                                                    |
| Aeroport de Barcelona                                                   | 13 d'agost de 2003                                                      | 37,3                                                                    |
| Aeroport de Girona                                                      | 13 d'agost de 2003                                                      | 41,2                                                                    |
| Base aèria Badajoz                                                      | 1 d'agost de 2003                                                       | 44,8                                                                    |
| Huelva (Ronda Este)                                                     | 1 d'agost 2003                                                          | 43,4                                                                    |

El que va fer que l'estiu fos tan càlid fou que es van donar un nombre sense precedents de nits tropicals. A la següent taula s'inclouen una selecció d'estacions en les quals es varen superar els valors històrics en el nombre de dies amb temperatures mínimes iguals o superior als 20 °C.

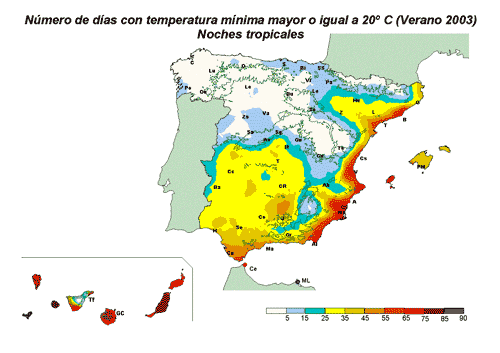
Nombre de dies amb temperatura mínima major o igual a 20 °C (Estiu 2003) Nits tropicals).

### Catalunya
Van significar a Catalunya l'estiu més càlid almenys dels anteriors 100 anys, amb anomalies de temperatura mitjana de l'aire superiors als 4 °C respecte a la mitjana climàtica 1961-1990. A l'Europa Occidental i Central es va valorar l'estiu del 2003 com el més càlid des de l'any 1500.

### Portugal
El mateix càlcul que per a França, indica que la llarga onada de calor hauria provocat la mort de 1.316 persones entre la fi de juliol i el 12 d'agost, de les quals més de la meitat tenia més de 75 anys. El nombre de morts fou tanmateix menys elevat que el 1981 (1900 morts), gràcies a l'aplicació de mesures d'urgències. El balanç de la sobremortalitat el 2003 segons els criteris de l'OMS ha estat revisat a la baixa (9 en la data del 10 de setembre). Una estimació, fundada en l'anàlisi de la sèrie mensual de les defuncions, corregides les variacions estacionals, i feta per l'Observatori Demogràfic Europeu (ODA), estima en 2.310 el nombre de defuncions provocades per la canícula l'agost de 2003. Això representa una sobremortalitat de 25,9%.

## Causes de l'onada de calor i de les morts
L'onada de calor ha estat connectada inevitablement amb els extrems meteorològics sense precedents en altres parts del món que han tingut lloc en el mateix període general (com la pitjor sequera en la història enregistrada a Austràlia durant l'estiu australià previ, i inundacions massives als EUA) les quals s'han atribuït a l'escalfament global. El desembre de 2004 un article en la revista Nature assenyalava al canvi climàtic antropogènic com un dels factors col·laboradors. La disminució de l'enfosquiment global també ha estat connectat a l'onada de calor, aquesta teoria afirma que la reducció en els nivells de contaminació a Europa des dels voltants del segle han reduït l'efecte de compensació que exercien els aerosols sobre l'escalfament global.
- Una de les causes principals de la gran quantitat de morts és que la majoria de les llars europees no disposaven d'aire condicionat per la raó que fins llavors no feia falta. Després de l'onada de calor, la venda d'aparells d'aire condicionat es va disparar.